# Taishan, Tai'an
Taishan är ett stadsdistrikt och säte för stadsfullmäktige i Tai'an i Shandong-provinsen i norra Kina.